# 勃艮第
（法語：[buʁɡɔɲ] ⓘ），又可寫為布根地、博根地，法國中部的一个舊大區，也是在歷史上的一個法蘭西公國，面積為3萬1582平方公里，人口163萬3891人（2007年統計數字），下轄科多爾省（21）、涅夫勒省（58）、索恩-盧瓦爾省（71）、約訥省（89）。

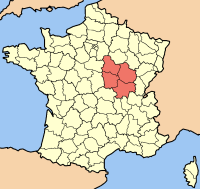
勃艮第在法國的位置

勃艮第和波爾多為法國兩大最著名的紅葡萄酒法定產區，以勃艮第燉牛肉為其代表性法國料理，而勃艮第大區首府所在市第戎则以生產特殊的牛排醬“第戎芥末”而聞名遐邇。
2016年1月1日，弗朗什-孔泰大区与勃艮第大区合併为勃艮第-弗朗什-孔泰大區。

## 名称
它是以勃艮第人命名的，勃艮第是东日耳曼人的一支，在罗马时代晚期向西迁移到莱茵河外侧。值得注意的是，勃艮第这个名字在历史上代表了许多政治实体。它最早出现于9世纪，是古代勃艮第人王国的继承者之一，该王国在532年被征服后，成为法兰克帝国的组成部分。
自1790年法国建立省制以来，勃艮第指的是由科多尔、索恩-卢瓦尔、约讷和涅夫勒四个省组成的地理区域。

## 勃艮第葡萄酒的產區
勃艮第是法國最肥沃、最豐富的葡萄產區之一，酒莊數量龐大，大部分是小規模種植園，不採取工業化採集，保持原始的手工採集方式。勃艮第葡萄園總面積只有2萬7千公頃，相當於波爾多產區的四分之一，但是它出產的酒在百步以內就是兩種味道。許多遊人慕名而來參觀這裡的“葡萄酒之路”：這條“路”上出產法國最有名和出口量最大的兩種酒：沙布利（法語：Chablis）和博若莱（法語：Beaujolais）。
勃艮第地區的梧玖莊園、热夫雷尚贝坦、尚博勒米西尼、羅曼尼康蒂等地块出產世界闻名的葡萄酒，其中罗曼尼康帝（法語：Romanée-Conti）是世界上最昂貴的紅葡萄酒之一；此外，蒙哈榭也是世界上最高級的白葡萄酒之一，紅白兩種葡萄酒都能在勃艮第找到。在葡萄收穫之前，一箱12瓶的酒，就以高達3000歐元的價格被提前預訂。
主要葡萄品種：黑皮诺（法語：Pinot Noir）、霞多丽（法語：Chardonnay）